# Nationaal park Ras Mohammed
Ras Mohammed is een nationaal park in Egypte. Het ligt nabij de stad Sharm-el-Sheikh in de provincie Zuid-Sinaï op het schiereiland Sinaï. Het park beslaat 135 km² land en 345 km² zee en omvatte ook de eilanden Tiran en Sanafir, tot deze in 2017 werden overgedragen aan Saoedi-Arabië.
In de zee voor de kust zijn meer dan 220 soorten koraal te vinden. De koraalriffen bevinden zich tussen de 50 en 100 cm onder het wateroppervlakte en zijn meestal 30 tot 50 m breed, hoewel uitschieters tot 8 à 9 km voorkomen.
In het gebied leven meer dan 1000 soorten vissen en andere zeedieren, zoals zeeschildpadden.
Een aantal vissen die voorkomen in het park zijn:
- Lutjanus bohar
- Tweebandanemoonvis
- Rodezeewimpelvis
- Acanthurus sohal
- Clownvissen
- Papegaaivissen

Het wrak van de Thistlegorm, dat in het Ras Mohammed-park ligt, wordt gezien als een van de mooiste wrakduikplekken ter wereld.

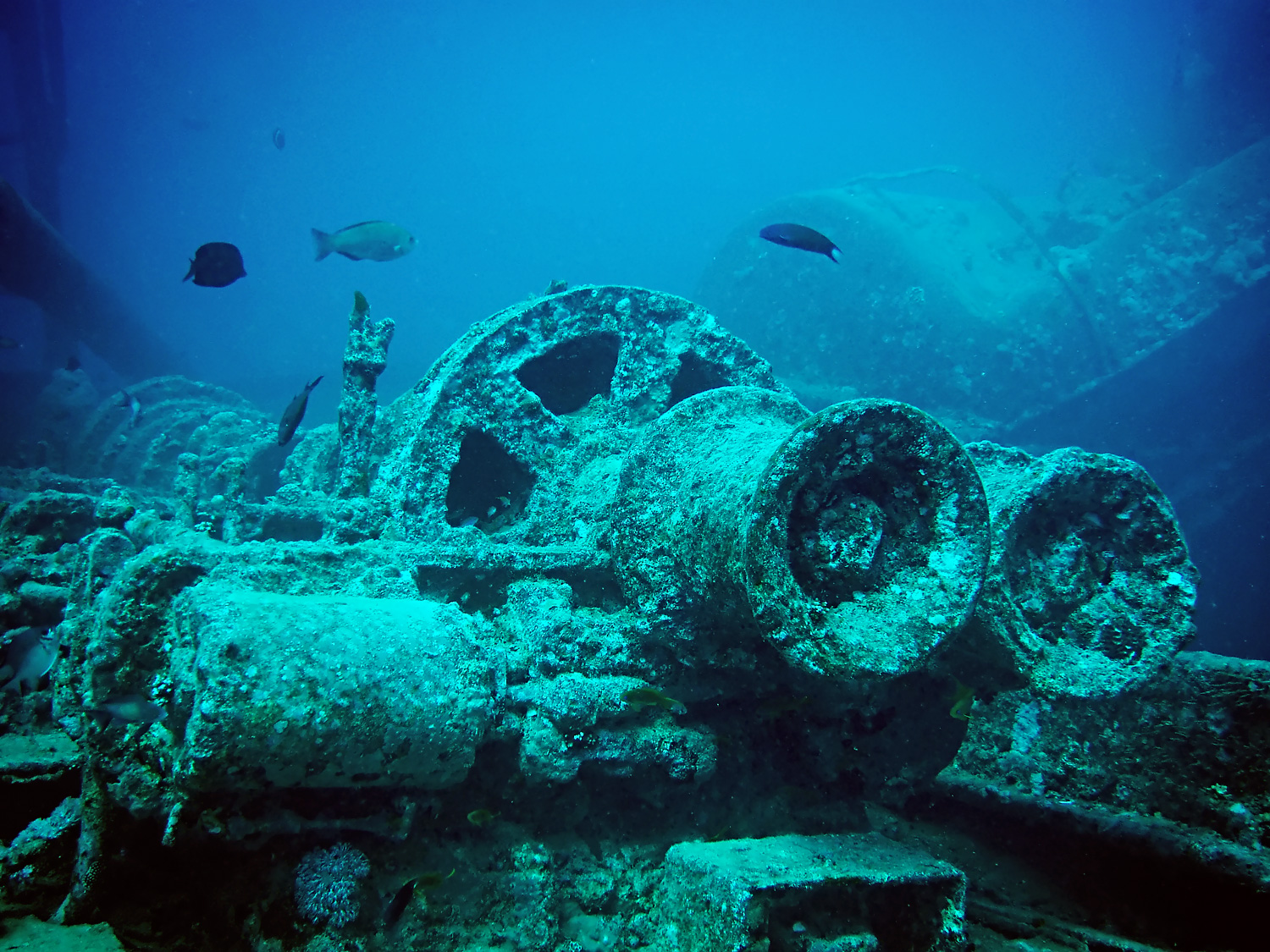
Wrak van de Thistlegorm